# Alexander Ludwig
Alexander Richard Ludwig (7. května 1992 Vancouver) je kanadský herec, zpěvák a model. Proslavil se rolemi ve filmech Probuzení tmy, Útěk na horu čarodějnic a Hunger Games. V letech 2014–2020 hrál jednu z hlavních rolí v seriálu stanice History Channel Vikingové.

## Život
Ludwig se narodil ve Vancouveru v Kanadě. Má tři mladší sourozence: sestru Natalie a bratra Nicholase, kteří jsou dvojčata, a sestru Sophie. Jeho matka Sharlene je bývalá herečka a jeho otec Harald Horst Ludwig, je podnikatel a předseda představenstva Lions Gate Entertainment. I přes to, že jeho matka byla herečka Ludwig musel přesvědčovat rodiče, aby podporovali jeho touhu po kariéře herce. Navštěvoval Univerzitu Jižní Kalifornie, kde byl členem braterstva Phi Kappa Psi.

## Kariéra
Ludwig začal svou kariéru v 9 letech, kdy vystupoval v reklamách. Účinkoval ve filmech vytvořených pro televizi jako Vražda je tak snadná (2006) a Plácek 3 (2007) a v seriálu The Dead Zone.
Ludwigova další role Setha přišla v roce 2009. Seth a jeho sestra jsou z vesmíru. Film nese název Útěk na Horu čarodějnic. Návštěvníků za první víkend v kinech bylo 25 milionů. Přes jeho slávu ve filmu Probuzení tmy, Ludwig uvedl v rozhovoru, že chce navštěvovat univerzitu. V adaptaci filmu Hunger Games hrál Cata, nebezpečného chlapce z okresu 2. Za roli získal filmovou cenu MTV v kategorii nejlepší souboj, společně s Jennifer Lawrenceovou a Joshem Hutchersonem a cenu Teen Choice Award v kategorii nejlepší zloduch.
Dne 1. března 2012 vydal také singl „Live it Up (Teenage Wasteland)“. V roce 2013 si zahrál ve filmech Na život a na smrt a Machři 2. V roce 2014 se připojil k obsazení seriálu Vikingové, kde hraje postavu Björna Železného boka, syna Ragnara Lothbroka a Lagerthy. Zahrál si také ve videoklipu skupiny The Band Perry k písničce „Gentle on My Mind“.

## Osobní život
V prosinci 2020 se poblíž Salt Lake City oženil s Lauren Dear, která pracuje jako návrhářka šperků. 27. dubna 2023 se jim narodila dcera, která dostala jméno Leni James. V červnu roku 2024 se jim narodil syn Townes Alexander.

## Filmografie
| Rok  | Název                          | Role                   | Poznámky           |
| ---- | ------------------------------ | ---------------------- | ------------------ |
| 2000 | Air Bud - Fotbalista           | herec                  | nekreditovaná role |
| 2004 | MXP: Mimořádně extrémní primát | dítě                   |                    |
| 2005 | Strašidelná kmotra             | Jimmy (hlas)           |                    |
| 2005 | Eva a rok ohnivého koně        | Kevin                  | nekreditovaná role |
| 2006 | Vražda je tak snadná           | mladý Kenny Kimes      |                    |
| 2007 | Plácek 3                       | E.J. Needman           |                    |
| 2007 | Probuzení tmy                  | Will Stanton           |                    |
| 2009 | Útěk na Horu čarodějnic        | Seth                   |                    |
| 2012 | Hunger Games                   | Cato                   |                    |
| 2013 | Machři 2                       | Braden Higgins         |                    |
| 2013 | Na život a na smrt             | Shane Patton           |                    |
| 2014 | Na vítězné vlně                | Chris Ryan             |                    |
| 2015 | Final Girl                     | Jameson                |                    |
| 2015 | Poslední nás zachrání          | Chris Briggs           |                    |
| 2015 | Pojď se mnou                   | Nate                   |                    |
| 2019 | Bitva u Midway                 | poručík Roy Pearce     |                    |
| 2020 | Mizerové navždy                | Dorn                   |                    |
| 2020 | Vánoční výsadek                | kapitán Andrew Jantz   |                    |
| 2020 | Recon                          | Marson                 |                    |
| 2021 | Noční zuby                     | Rocko                  |                    |
| 2021 | Srdce vítězů                   | Alex Singleton         |                    |
| 2023 | The Covenant                   | seržant Declan O'Brady |                    |

| Rok        | Název     | Role           | Poznámky            |
| ---------- | --------- | -------------- | ------------------- |
| 2014–2020  | Vikingové | Björn Ironside | hlavní role         |
| 2017       | Swerve    | Dr. Delucchi   | hlavní role, 6 dílů |
| 2021–dosud | Heels     | Ace Spade      | hlavní role         |

| Rok  | Skladba             | Role             | Umělec         |
| ---- | ------------------- | ---------------- | -------------- |
| 2014 | „Gentle on My Mind“ | chlapec/cestoval | The Band Perry |